# Schlumbergera orssichiana
A Schlumbergera orssichiana faj a klasszikus karácsonyi kaktuszra emlékeztető, de annál nagyobb, szélesre nyíló virágú kaktusz.

## Elterjedése és élőhelye
Brazília: Sao Paulo és Rio de Janeiro államok; Serra da Bocaina and Serra do Mar, epifitikus az atlanti erdőkben, hozzávetőlegesen 1000–1300 m tszf. magasságban.

## Jellemzői
Epifiton, habitusa lecsüngő, lapított szártagjai megnyúlt terminális areolában végződnek. A fogazott szártagok nagyok (45–50 mm hosszúak és 32–45 mm szélesek), mindkét élükön 2-3 erős foggal, areolákkal a hónaljukban. A szegmensek élei gyakran vöröses árnyalatúak és valamelyest hullámosak. A virágok zigomorfak, szélesre nyílnak, 90 mm hosszúak és 90 mm szélesek, általában 20 szirmuk van, melyek 70 mm hosszúak és 22 mm szélesek. A tölcsér közepe fehér, a szirmok széle felé sötétedik a genusra jellemző ciklámenszínre, megjelenése rózsaszínes. A genus más fajaival szemben a szirmok sohasem fordulnak ki teljesen, a bibe és a porzók nem nyúlnak túl a szirmokon. A szirmok tövükön összeforrva tölcsért képeznek, mely mindössze 10 mm hosszú. A tölcsér alján a genusra jellemző nektárkamra alakul ki, hossza 5 mm. Közel 140 portok alakul ki az 55–65 mm hosszú fehér portoknyeleken. A bibeszál hasonló hosszúságú, mély rózsaszínű, csúcsán 6-8 lobust formál. A világoszöld magház 12 mm hosszú, 5-6 bordával. A termés ovális, 5-6 bordás, zöldessárga vagy néha fehér, 20 × 16 mm nagyságú. Közel 100 magot tartalmaz. A magok sötétbarnák, hajlottak, 1,5 × 1 mm nagyságúak, a hilum elongált, mint az jellemző a teljes Rhipsalideae tribusra.

## Rokonsági viszonyai
A Schlumbergera subgenus tagja. Könnyen keresztezhető a Schlumbergera truncata (hibridjük a Schlumbergera X reginae) és a Schlumbergera russelliana fajjal (hibridjük a Schlumbergera X epricae). A Schlumbergera orssichiana fajt Beatrix Orssich fedezte fel, és különböző Schlumbergera truncata-hibridek felhasználásával nemesítette ki belőle az ún. Queen-hibrideket.